# ألان جيري
ألان جيري (بالإنجليزية: Alan Gerry)‏ هو شخصية أعمال أمريكي، ولد في 24 ديسمبر 1929 في ليبرتي في الولايات المتحدة.